# Абураагэ
Абураагэ (яп. 油揚げ) — соевый продукт японской кухни, представляющий собой тонкие нарезанные кусочки тофу, которые обжариваются при температуре сначала 110—120, а затем, повторно, — 180—200 °C. Часто подаётся как гарнир к блюдам из лапши.

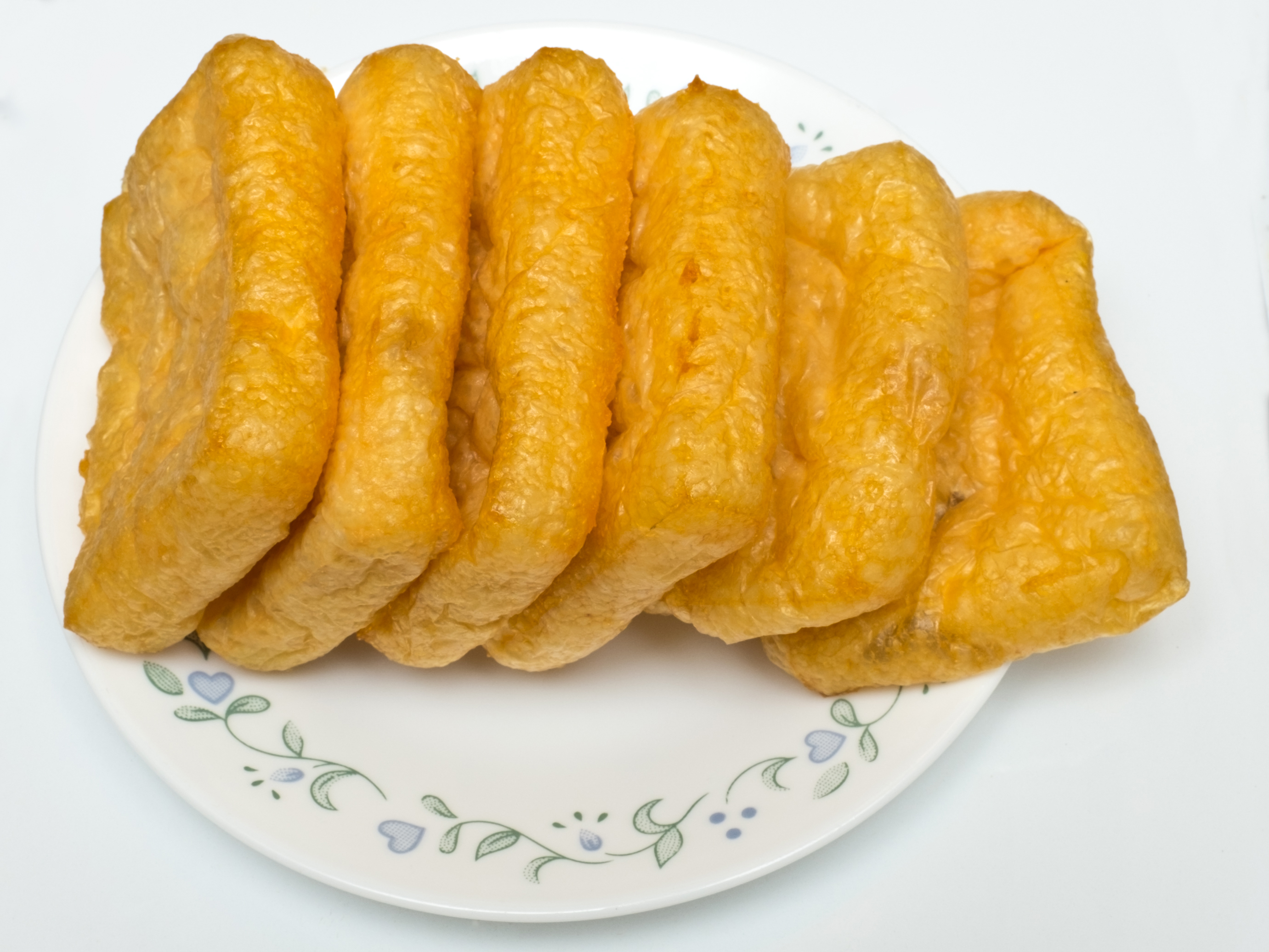

История появления абураагэ неизвестна: предполагается, что блюдо могло быть известно ещё с XVIII века, однако первый записанный его рецепт датирован 1853 годом. Из-за возможности длительного хранения и простоты приготовления к середине XX века абураагэ получило в Японии широкое распространение в виде массово производимого полуфабриката.